# Yates Center (Kansas)
Yates Center é uma cidade localizada no estado americano de Kansas, no Condado de Woodson.

## Demografia
Segundo o censo americano de 2000, a sua população era de 1599 habitantes.
Em 2006, foi estimada uma população de 1467, um decréscimo de 132 (-8.3%).

## Geografia
De acordo com o United States Census Bureau tem uma área de
8,0 km², dos quais 7,5 km² cobertos por terra e 0,5 km² cobertos por água. Yates Center localiza-se a aproximadamente 328 m acima do nível do mar.

## Localidades na vizinhança
O diagrama seguinte representa as localidades num raio de 28 km ao redor de Yates Center.